# 熊熊愛上你
《熊熊愛上你》（英語：Bear It），是一部由台灣導演鄭芬芬執導的電影，於2012年2月20日上映。

## 故事

### 劇情簡介
三隻不翼而飛的熊熊，讓八個寂寞的人緊緊擁抱
帶人出遊不稀奇，帶熊出國正流行！越來越多人將愛投注在絨毛玩具，不但將它們當人「養」，甚至花大錢讓它們出國旅行。導遊彼得就是這行的專家，沒想到在一次接送途中車禍，讓客戶的泰迪熊人間蒸發。為了規避賠償，彼得DIY山寨版熊熊歸還，卻煞到了戀愛終結者、被捲入荒謬的遺產大逃殺，更因好心帶重病的小孩找爸爸，深陷綁架疑雲。三隻失蹤的泰迪熊，讓三方人馬「破格」結盟，攜手踏上玩命之旅！
熊熊旅行團
發囉密 Fallow me

## 演員陣容

### 主要演員
| 演員   | 角色   | 介紹 |
| 郭品超 | 彼得   |      |
| 柯佳嬿 | Selina |      |

### 其他演員
| 演員   | 角色       | 介紹 |
| 余若晴 | 小美       |      |
| 丁強   | 朱爺爺     |      |
| 馬之秦 | 朱奶奶     |      |
| 陳希聖 | 雅克       |      |
| 庹宗華 | 小美的爸爸 |      |

## 外部連結
- 電影《熊熊愛上你》官方網站 （页面存档备份，存于）
- Yahoo奇摩電影上《熊熊愛上你》的資料（繁體中文）
- MSN娛樂上《熊熊愛上你》的資料（繁體中文）

- 開眼電影網上《熊熊愛上你》的資料（繁體中文）
- 豆瓣电影上《熊熊愛上你》的資料 （简体中文）
- 时光网上《熊熊愛上你》的資料（简体中文）
- AllMovie上《熊熊愛上你》的资料（英文）
- 香港影庫上《熊熊愛上你》的資料（繁體中文）
- 互联网电影数据库（IMDb）上《熊熊愛上你》的资料（英文）